# Cinzeiro

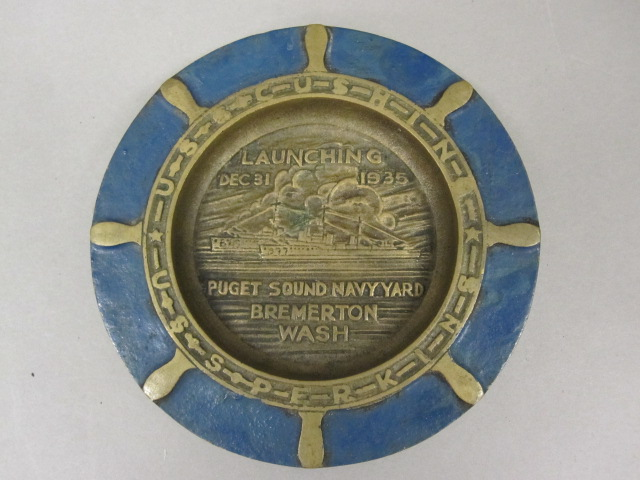
Cinzeiro comemorativo decorativo, fabricado em 1935

Um cinzeiro é um receptáculo para as cinzas de cigarros e charutos. Os cinzeiros são tipicamente fabricados em material retardante de fogo, como vidro, plástico resistente ao calor, cerâmica, metal ou pedra.

## Tipos
O desenho mais comum de cinzeiro é um cilindro raso com uma base plana, para se apoiar em uma mesa. Outros cinzeiros, especialmente em lugares públicos, são montados na parede e são maiores para suportar o maior uso. Há também cinzeiros públicos combinados com lixeiras. Muitos cinzeiros possuem entalhes na borda, para segurar o cigarro ou charuto. Frequentemente cinzeiros são instalados em carros
Há cinzeiros que possuem uma tampa para evitar que o odor se espalhe para o ambiente. Ela também evita que o oxigênio entre, fazendo com que o cigarro se apague mais rapidamente.

## História
Apesar de que formas simples e primitivas de cinzeiros existiam antes do século XIX, foi no início do século XX que o seu design, estética e popularidade realmente avançaram. À medida que mais mulheres começaram a fumar no início dos anos 1900, os cinzeiros se aproximaram de uma forma artística. Muitas mulheres evitavam usar os cinzeiros tradicionais porque eles não refletiam seus valores femininos através de uma atividade que há muito tempo era declarada como exclusivamente masculina. Surgiram então cinzeiros com detalhes muitas vezes caprichosos, mostrando cenas pastorais de virgens passeando em paisagens vibrantemente coloridas. Alguns apresentavam até modelos muito luxuosos em ferro fundido, com mulheres em vestidos fantasiosos, animais em atividade, bem como modelos em porcelana ou cerâmica mostrando arranjos florais extravagantes.
Com o tempo, o acesso de mulheres a cigarros e charutos tornou-se menos elitizado, e o design dos cinzeiros sofreu um declínio em termos de estética e foi direcionado para a praticidade. Entretanto, era comum ver em bares cinzeiros mostrando mulheres atraentes durante a primeira década do século XX. Uma outra tendência que surgiu nessa época foram os cinzeiros portáteis.
Os cinzeiros para cigarros ainda são utilizados pelos fumantes, mas atualmente há um renascimento na sua popularidade pelos aficionados dos charutos. Esses cinzeiros são diferentes devido à diferença de tamanho entre os charutos e cigarros, e porque o charuto leva entre 40 e 60 minutos para ser fumado, requerendo então um apoio durante este tempo.